# Hodgenville
Hodgenville es una ciudad y sede del condado de LaRue, Kentucky, Estados Unidos. La población era de 2874 habitantes en el censo de 2000. Es la ciudad natal de Abraham Lincoln (1809-1865).

## Geografía
Según el United States Census Bureau, la ciudad tiene un área total de 1.7 millas cuadradas (4,5 km ²), todos los terrenos son tierra.

## Demografía
Según el censo de 2000, había 2874 personas, 1235 hogares y 781 familias que residían en la ciudad. La densidad de población era de 1667.7 personas por milla cuadrada (645.1/km ²). Había 1349 unidades de cubierta en una densidad media de 782.8/sq mi (302.8/km ²). La composición racial de la ciudad era 86.64% blancos, 11.27% afroamericanos, 0.24% nativos americanos, 0,07% asiáticos, 0,35% de otras razas, y 1.43% de dos o más razas. Hispanos o latinos de cualquier raza eran el 1,18% de la población.

## Historia

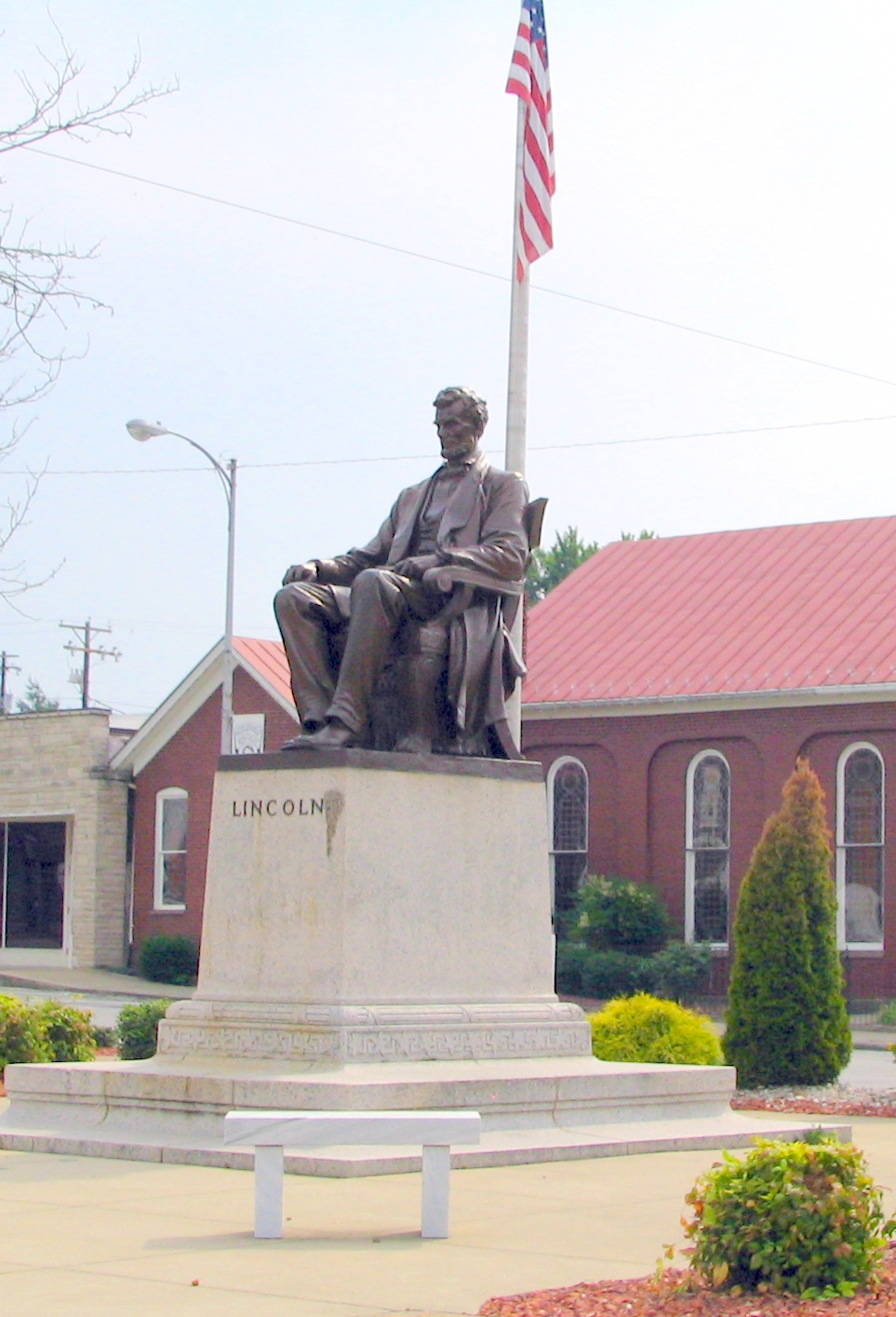
Estatua de Lincoln en la plaza principal.

Abraham Lincoln nació en una pequeña cabaña en la granja Sinking Spring, cerca de Hodgenville el 12 de febrero de 1809. Un poco más de dos años más tarde la familia se trasladó a otra granja en la zona Hodgenville. A pesar de afirmaciones hechas por los empresarios más tarde con la esperanza a dinero en efectivo con una exposición itinerante de la cabaña, ésta probablemente fue destruida en el momento en que fue asesinado. El lugar en el que se situaba es hoy un Sitio Nacional Histórico con una cabaña de réplica, que fue construida treinta años después de su muerte. Sin embargo, la importancia de los dos sitios de Hodgenville (lugar de nacimiento y hogar de la infancia) se encuentran en el propio establecimiento. Estos dos sitios nacionales aún permiten a los visitantes a vislumbrar la tierra que más influyó en la vida de Abraham Lincoln.